# Jalpan de Serra
Jalpan de Serra est une ville de la municipalité du même nom (es) située dans le nord de l'État de Querétaro, au Mexique.
La ville est située au cœur d'une importante zone écologique, la Sierra Gorda. C'est aussi le site de deux des cinq missions franciscaines, dont la première a été construite au milieu du XVIIIe siècle. Ces missions ont été inscrites sur la liste du patrimoine mondial en 2003. La municipalité abrite également un petit groupe autochtone important, les Pames (es).

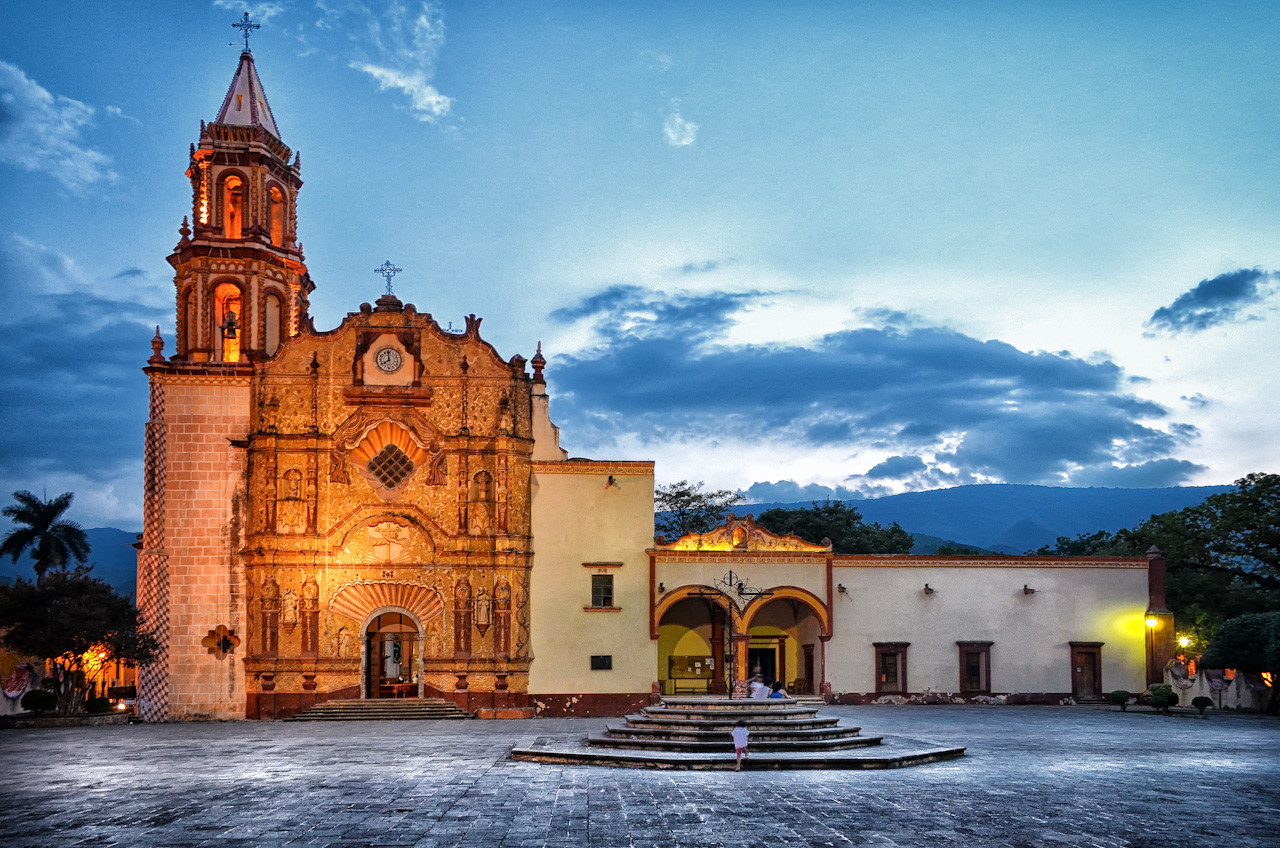
Mission Santiago de Jalpan, église construite par Junípero Serra entre 1751 et 1758.
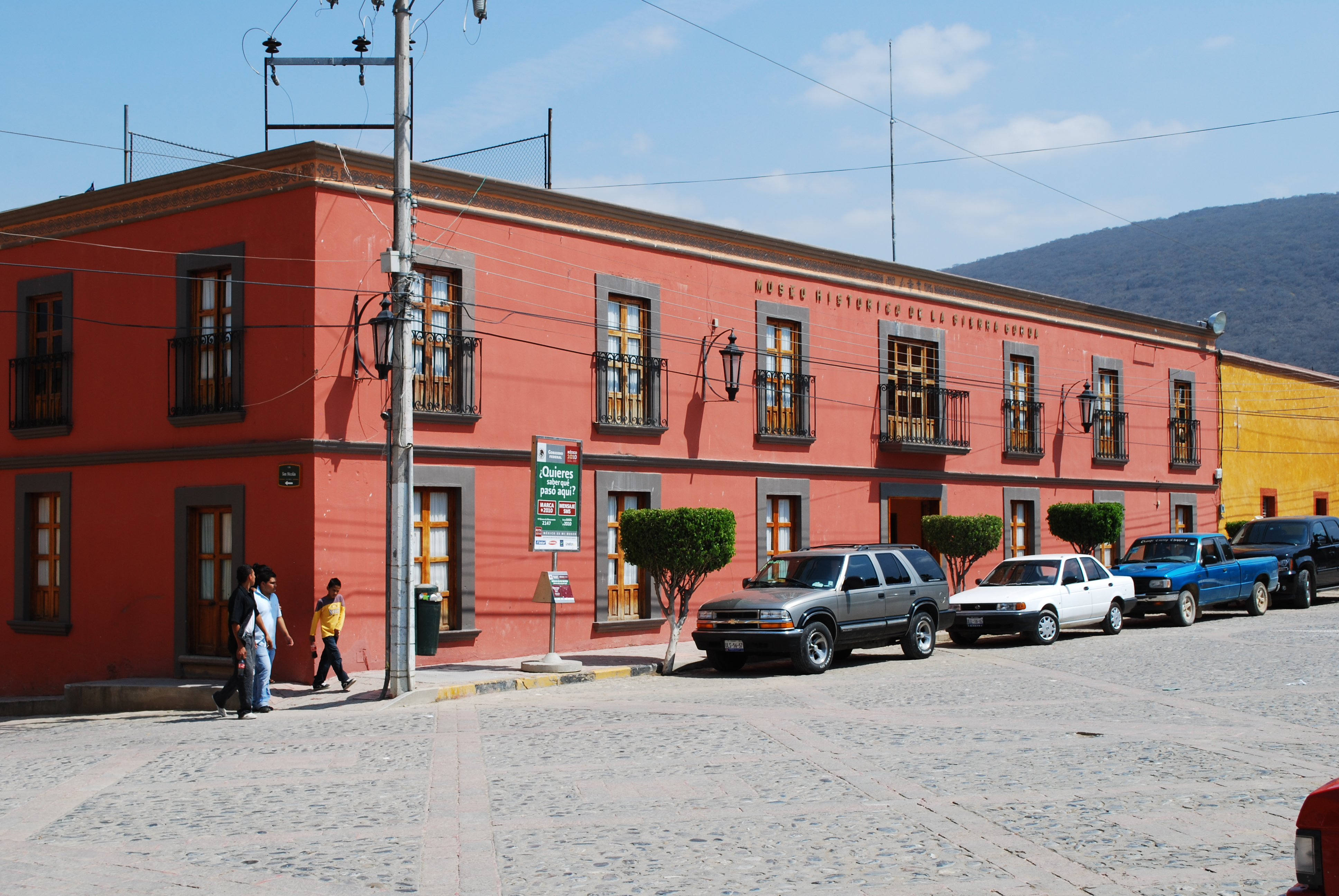
Musée historique de Sierra Gorda.